# Arturo Castilla
Arturo Castilla Rodríguez, más conocido como Arturo Castilla (Bilbao, 21 de octubre de 1926 - Madrid, 12 de noviembre de 1996) fue un payaso y empresario de circo español. Como payaso, formó parte de los Hermanos Cape e inventó los populares chistes ¿Qué le dijo?. Como empresario, junto a su cuñado Manuel Feijoo, fundaron la empresa de espectáculos Feijoo-Castilla, que creó el Circo Americano en 1946 y dirigió el Circo Price desde 1960 hasta su demolición en 1970. En 1958 recibió la Medalla al Mérito en el Trabajo, y en 1990 la Medalla de Oro al Mérito en las Bellas Artes. Se le reconoce como uno de los empresarios de espectáculos circenses más prestigiosos de Europa en el siglo XX.

## Trayectoria

### Infancia y juventud
Nació en Bilbao, hijo de María, una ama de casa y Raimundo, un jornalero. Los padres eran dueños de un pequeño negocio de carbón. Tuvo cinco hermanos: Alberto, Fidel, Rosario, Raimundo y Jesús. Tras la muerte de su padre, la madre se hizo cargo de los seis hijos. Castilla estudió dibujo, pintura y escultura en la Escuela de Artes y Oficios, ubicada en Achuri (hoy, IES Emilio Campuzano). Trabajó como ayudante de decoración de escaparates en los Almacenes Simeón y durante algún tiempo se disfrazó de payaso para divertir a los niños del Sanatorio Marítimo de Górliz, donde estaba recluido su hermano Jesús. Su acercamiento al circo data de su infancia, cuando vio un espectáculo de Leonard Parish y del Circus Krone en su ciudad.
En 1937 a causa de la guerra civil española pierde su trabajo y decide convertirse en payaso, iniciando su andadura artística formando la orquestina España. 

### Payasos Hermanos Cape y la invención del ¿Qué le dijo?
Castilla formó con tres amigos suyos, un grupo de payasos musicales llamado, Hermanos Cape. El nombre proviene de las iniciales de los nombres cada uno de los miembros: Carlos Izquierdo, Arturo, Pedro Talavera y Esteban Galdós. Sus números se caracterizaron por unir ocurrencias en clave de humor, pantomimas, música y bailes. Debutaron en un pequeño café de León, luego en La Coruña, Vigo y Sevilla. Pero no fue hasta que el cantaor flamenco, Manuel Vallejo les contrató para su espectáculo, cuando empezaron a actuar en los principales teatros españoles, etapa que no duro mucho, debido a que su representante les abandonó sin pagarles.
En 1940, empezaron un nuevo contrato en el Café Musical de Gijón, en el que debían actuar tres veces al día sin descanso, situación que les obligó a buscar novedades para que su espectáculo resultara interesante y divertido para el público. Así, Castilla ideó los populares chistes ¿Qué le dijo?. Una fórmula de humor en la que con pocas palabras se contaban situaciones cotidianas que provocaban carcajadas entre los espectadores, y les permitía hacer un número que superara a la censura del régimen de ese momento. Algunos ejemplos de estos chistes: "–¿Qué le dijo la cucharilla al terrón de azúcar? –¡En el café nos vemos!", "–¿Qué le dijo el bigote a la barba? –¡Estoy encima porque me sale de las narices!" o "–¿Qué le dijo el mar al bañista? –¡Nada!". Escribieron un libro, lo patentaron y lograron que una editorial barcelonesa lo publicara, así fueron conocidos en todo el país y vendieron más de cien mil ejemplares en la primera semana.
En noviembre de 1942, el periódico madrileño dirigido por Víctor de la Serna, Informaciones, anunció el Gran Concurso de ¿Qué le dijo?, una manera de que los lectores pudieron inventar sus propios chistes, los ganadores recibían un premio de 100 pesetas. También fueron los únicos en editar el único diario de circo que se publicaba en el mundo.
El éxito de ¿Qué le dijo? los llevó a actuar en el Circo Feijoo en 1943, en sustitución del número de los payasos Pompoff y Thedy, época en la compartieron pista, entre otros con Ramper, Estrellita Castro y Pastora Imperio. Fueron parte del programa del Circo Price, y se presentaron en pistas de toda España, Portugal y Latinoamérica. Castilla se retiró de la pista en 1945.

### Inicios como empresario y el Circo Americano
En 1946 tras casarse con Mercedes Sánchez Rexach, hija de Mariano Sánchez Rexach –empresario circense y director del Price de 1930 a 1936– y cuñada de Manuel Feijoo –empresario circense y dueño del Gran Circo Feijoo–, creó la empresa de espectáculos Feijoo-Castilla con la que fundaron en 1946, el Circo Americano. Lo llamaron así, en recuerdo del homónimo propiedad de Sánchez Rexach durante la década de 1920.
El Circo Americano tenía dos compañías, una viajaba por el centro y norte del país, y la otra por el sur de España y norte de África –bajo la dirección de otro de los socios, Juan Wernoff–. Tenían unos 500 empleados, de los cuales más de 320 eran artistas, la mayoría provenientes de Alemania. Se transportaban tanto en 30 unidades motorizadas con un peso de 480.000 kilos, como en ferrocarril con otros 30 vagones que pesaban unos 150.000 kilos de material diverso. Contaban con un zoológico de 100 animales para los espectáculos y la exhibición, que incluía leones, tigres, osos, leopardos, panteras, serpientes, hienas, caballos, monos, lobos, hipopótamos y focas, y cuyo gasto de alimentación era de aproximadamente unas 20.000 pesetas diarias.
Castilla creó también, en 1959, el Circo Monumental. A pesar de no haber nacido en una familia circense, fue pionero en modernizar el concepto de la empresa del espectáculo y en el uso de la publicidad en el circo.

### Etapa como director del Circo Price
En 1960, a causa del retiro de Juan Carcellé, la empresa Feijoo-Castilla asumió la dirección del Circo Price estable de Madrid de Plaza del Rey y del ambulante que viajaba por España. Hicieron una reforma a la sede madrileña, donde actuaron compañías de circo de Hungría, Bulgaria, Checoslovaquia, y espectáculos artistas, como: Pompoff y Thedy, Nabuconodosorcito, Zampabollos, Gaby, Fofó y Miliki, Ángel de Andrés, Juanito Valderrama, Dolores Abril, Antonio Molina, Paquita Rico, el Dúo dinámico, Búfalo Bill, Carmen del Teide, el Gran Ballet Ruso, los Charlivels, Geraldine Chaplin, Mary Santpere, Eduardo Cardenal, Profesor Cecarelli. También eventos deportivos de boxeo como el Campeonato de Castilla.
Además, fundó en 1960 el Spanicher National Circus, con el que realizó las giras de artistas y compañías circenses españolas por el extranjero, haciendo posible que se presentaran en los principales escenarios de Francia, Italia, Bélgica, Suiza y Luxemburgo. Bajo su montaje y dirección, estrenó las producciones musicales: Historias del Cuplé, en 1962, Las luces de Madrid, en 1963 protagonizada por Mary Santpere y Carmen Morell. y De Madrid al cielo, en 1965 protagonizada por Marujita Díaz.
Creó el Circo de las Navidades, un espectáculo para el divertimento de las familias, que no incluía fieras para evitar emociones fuertes en el público infantil, y que se presentó en la versión estable en Madrid y en la itinerante, en Valencia, Bilbao, Palma de Mallorca y Milán.
En enero de 1967, Castilla celebró en la pista del Price, el Gran Festival Mundial de Circo, en el que se dieron cita los 30 mejores circos del mundo. Entre mayo y julio de este mismo año, inició la gira nacional para llevar este evento por España, la carpa estaba prevista para recibir unos 6.000 espectadores en cada ciudad.
Fue el responsable de celebrar en España, el Congreso Mundial del Circo, cuya edición de 1968 se realizó en Barcelona y contó con la actuación especial de Pinito del Oro y Charlie Rivel, la presencia de Salvador Dalí, y el estreno del documental de Alfredo Marquerie El circo viene y se va; luego en 1981, este encuentro tuvo lugar en Sevilla.
Otra novedad de la programación del Price dirigido por Castilla, fue que desde 1962, se presentaron los Festivales de Música Moderna, dedicado al rock y al pop, presentado por el locutor Miguel Ángel Nieto, y en el que actuaron, entre otros, Miguel Ríos, Los Tonys, Los Diamonds y Los Pekenikes; pero que fueron suspendidos por orden del gobierno.
Trajo de vuelta a España a Pinito del Oro, a Charlie Rivel y a Pompoff y Thedy, quienes formaron parte del programa de circo hasta el día de la última función por cierre.
En diciembre de 1969 el edificio del Price de Plaza del Rey, se subastó y fue adjudicado al Banco Urquijo, motivo por el cual, el 12 de abril de 1970, se celebró el último espectáculo, y durante toda la temporada, Castilla presentó a los más reconocidos artistas de la época. El edificio fue demolido el 21 de julio de ese mismo año. Castilla inició conversaciones con el Ayuntamiento de Madrid para construir una nueva sede del circo estable.

### Después del cierre del Price y el nuevo circo estable de Madrid
A pesar de la desaparición de la sede física del Price, la empresa Feijóo-Castilla siguió presentando al Price en otras localizaciones de Madrid y en el resto del país durante varios años más, y realizando el Festival Mundial de Circo en el Palacio de los Deportes de la Comunidad de Madrid, logrando así mantener la tradición del espectáculo circense en la capital española hasta 1980.
En 1977 produjo y presentó en el Teatro Monumental, las obras: El diluvio que viene, la ópera rock Evita, Antología de la Zarzuela, A chorus line, Barnum, y Como bailan los caballos andaluces. Castilla también fue el dueño del Parque de Atracciones de Benidorm.
Fundó y presidió la Asociación Española de Amigos del Circo desde 1978, una entidad sin ánimo de lucro de la que formaban parte Alfredo Marqueríe, José Luis Pécker, Ángel de Andrés, Antonio Álvarez-Barrios y José Mario Armero. También fue el presidente de la Asociación Española de Productores de Espectáculos Teatrales, y presidente de honor de los circos españoles hasta 1987.
Como presidente de la empresa Circos Asociados, Castilla junto a Feijoo, Emilio Aragón (Miliki) y José María González Villa; impulsaron un proyecto cultural de iniciativa privada para la construcción del Nuevo Circo Estable de Madrid sobre un terreno municipal. No tuvieron éxito, hasta que en 1985, gracias a Tierno Galván, se iniciaron los trámites gubernamentales, apoyado por la firma de cien mil ciudadanos presentadas por Pedro Rocamora y Antonio Álvarez-Barrios, y que culminaron con la obtención de toda la documentación en 1990, con el propósito de que el nuevo espacio circense se inaugurara en 1992, pero no sucedió. Un año después, Circos Asociados y el Ayuntamiento de Madrid, firmaron un nuevo convenio en el que se estableció el compromiso de conseguir una nueva ubicación para el edificio y una indemnización por los perjuicios causados a la empresa de Castilla como consecuencia de los retrasos burocráticos. Los planos de la nueva sede hacían referencia a la construcción de un edificio polivalente de unos 8.000 metros cuadrados, que contaría con unas tres mil localidades, un escenario de unos 20 metros, así como museo, sala de exposiciones y escuela de artes circenses. La financiación correría a cargo de capital privado y de la Asociación Internacional del Circo; y, la administración y explotación se haría a través de una concesión a Circos Asociados. Con la culminación de este proyecto, Madrid se convertiría en la sede oficial de los más importantes festivales de circo de Europa.
En octubre de 1988, organizó y presidió el I Congreso Internacional de los Amigos del Circo, que tuvo lugar en Madrid durante diez días y en el que se dieron cita más de 20 de las mejores compañías de circo del mundo y en el que se otorgó la Medalla de Oro a artistas españoles: la amazona Paulina Andreu; los payasos Rogelio Andreu, José Aragón, Nabuconodosorcito, Emilio Briatore y Manuel Ruíz (Nolo, de los Rudi Llata); el ilusionista Juan Forns (Li-Chang), el ventrílocuo Wenceslao Moreno (Señor Wences), el domador de leones Pablo Noel; las trapecistas Miss Mara y Pinito del Oro y el escritor Pedro Rocamora. Una de las conclusiones de este evento fue la solicitud del reconocimiento de las artes circenses como patrimonio histórico cultural.
Fundó con Rocamora la Federación Europea del Espectáculo, con sede en París; y meses después, ambos propusieron al Ministerio de Cultura español, la Ley del Circo, que fue aprobada y le dio categoría de espectáculo cultural. Como consecuencia de este hecho, en 1990, el Instituto Nacional de las Artes Escénicas y la Música (INAEM) creó el Premio Nacional de Circo y se empezaron a regular las ayudas económicas para el sector.
Sobre la temática del circo y el espectáculo, escribió dos libros: La otra cara del circo en 1986 y Presente y futuro del circo en Europa en 1989, además, fue un habitual articulista en la prensa española, y participante en programas de televisión. Durante toda su trayectoria recibió numerosos premios y reconocimientos por su labor en apoyo a las artes circenses y el espectáculo.
Nunca se retiró. Murió en Madrid, el 11 de noviembre de 1996, a los 80 años. Fue enterrado en el Cementerio de la Almudena.

## Obra

### Producción y dirección
- 1962 - Historias del Cuplé.[63][29]
- 1963 - Las luces de Madrid.[30][32][31]
- 1965 - De Madrid al cielo.[2][33]
- 1977 - El diluvio que viene.[64][65][66]
- 1981 - Evita.[67][68]
- 1977 - Antología de la Zarzuela.
- 1984 - A chorus line.[69][70]
- 1984 - Barnum.[71][72]
- 1995 - Como bailan los caballos andaluces.[1]
- 1996 - Price.[44]

### Narrativa
- 1986 - La otra cara del circo. Albia. ISBN 8474366011.[9]
- 1989 - Presente y futuro del circo en Europa. Edición J. García Verdugo. ISBN 8486217350.[82]

## Premios y reconocimientos
En 1958, Castilla recibió a solicitud de un grupo de artistas y empleados de circo, la Medalla al Mérito en el Trabajo, en su categoría de plata, de segunda clase, por su esfuerzo y actividad en pro del espectáculo circense y por lograr nuevas y mejores condiciones económicas y sociales para los trabajadores del sector.
Recibió en Bremen, en 1962, el Óscar al Mejor Circo de Europa, que otorga la Federación Internacional del Circo de Viena. En Roma, en 1965, el Papa Pablo VI le impuso la Medalla del Vaticano; y en 1967, el Ministerio de Turismo de Italia, le otorgó la placa del Mérito Turístico. También, fue Presidente de Honor del Club de Payasos de Londres.
En 1968, Castilla y Feijoo fueron condecorados con el Caballero de la Orden de Isabel la Católica, por su servicio en beneficio de España. Además, en 1990 fue reconocido con la Medalla de Oro al Mérito en las Bellas Artes, en la modalidad de circo, que otorga el Ministerio de Cultura, a las personas o instituciones que destacan en los diferentes campos de las artes.
Se le rindió en 1997, un homenaje póstumo a su trayectoria por el primer aniversario de su fallecimiento, en la carpa de El Gran Circo Mundial, ubicado en la Las Ventas, la plaza de toros de Madrid.
Con motivo del cincuenta aniversario de la demolición del Circo Price de Plaza del Rey en 1970, el Price de Ronda de Atocha presentó, del 14 de octubre al 1 de noviembre de 2020, el espectáculo Mil Novecientos Setenta Sombreros, un montaje de circo y teatro con la dramaturgia de Aránzazu Riosalido y Pepe Viyuela, bajo la dirección de Hernán Gené, en el que entre otros personajes del circo español del siglo XX, apareció Castilla representado por el actor Juanjo Cucalón. Actuaron también la trapecista Zenaida Alcalde, la actriz Marta Larralde y el ventrílocuo Jaime Figueroa.